# Tiradentes, Minas Gerais
Tiradentes este un oraș în Minas Gerais (MG), Brazilia.